# Eastbrook (Maine)
Eastbrook ist eine Town im Hancock County des Bundesstaates Maine in den Vereinigten Staaten. Im Jahr 2020 lebten dort 424 Einwohner in 472 Haushalten auf einer Fläche von 97,51 km².

## Geografie
Nach dem United States Census Bureau hat Eastbrook eine Gesamtfläche von 97,51 km², von denen 68,38 km² Land sind und 11,14 km² aus Gewässern bestehen.

### Geografische Lage
Eastbrook liegt zentral im Hancock County. Auf dem Gebiet der Town befinden sich im Südwesten mehrere Seen. Zu ihnen gehören der Molasses Pond, der Scammon Pond, der Abrams Pond und der Webb Pond. Die Oberfläche ist leicht hügelig, höchste Erhebung ist der 178 m hohe Bull Hill.

### Nachbargemeinden
Alle Entfernungen sind als Luftlinien zwischen den offiziellen Koordinaten der Orte aus der Volkszählung 2010 angegeben.
- Norden: Osborn, 4,5 km
- Osten: East Hancock, Unorganized Territory, 14,8 km
- Süden: Franklin, 3,7 km
- Südwesten: Central Hancock, Unorganized Territory, 14,4 km
- Westen: Waltham, 8,1 km

### Stadtgliederung
In Eastbrook gibt es mit dem Village Eastbrook nur ein Siedlungsgebiet.

### Klima
Die mittlere Durchschnittstemperatur in Eastbrook liegt zwischen −7,22 °C (19° Fahrenheit) im Januar und 20,6 °C (69° Fahrenheit) im Juli. Damit ist der Ort gegenüber dem langjährigen Mittel der USA um etwa 6 Grad kühler. Die Schneefälle zwischen Oktober und Mai liegen mit bis zu zweieinhalb Metern mehr als doppelt so hoch wie die mittlere Schneehöhe in den USA; die tägliche Sonnenscheindauer liegt am unteren Rand des Wertespektrums der USA.

## Geschichte
Die Town Eastbrook organisierte sich 1837 aus dem Township No. 15 Middle Division, Bingham’s Penobscot Purchase (T15 MD BPP). Die Besiedlung des Gebietes startete 1800. Zu den ersten Siedlern gehörte Joseph Parsons, der auch die erste Mühle und das erste Haus errichtete. Sein Sohn war das erste in der Town geborene Kind. Der Name Eastbrook leitet sich vom Eastbrook branch of Union River ab, der durch das Gebiet fließt.
Eastbrook bekam im Jahr 1872 Land vom benachbarten Waltham hinzu.

### Einwohnerentwicklung
| Volkszählungsergebnisse – Town of Eastbrook, Maine | Volkszählungsergebnisse – Town of Eastbrook, Maine | Volkszählungsergebnisse – Town of Eastbrook, Maine | Volkszählungsergebnisse – Town of Eastbrook, Maine | Volkszählungsergebnisse – Town of Eastbrook, Maine | Volkszählungsergebnisse – Town of Eastbrook, Maine | Volkszählungsergebnisse – Town of Eastbrook, Maine | Volkszählungsergebnisse – Town of Eastbrook, Maine | Volkszählungsergebnisse – Town of Eastbrook, Maine | Volkszählungsergebnisse – Town of Eastbrook, Maine | Volkszählungsergebnisse – Town of Eastbrook, Maine |
| Jahr                                               | 1800                                               | 1810                                               | 1820                                               | 1830                                               | 1840                                               | 1850                                               | 1860                                               | 1870                                               | 1880                                               | 1890                                               |
| -------------------------------------------------- | -------------------------------------------------- | -------------------------------------------------- | -------------------------------------------------- | -------------------------------------------------- | -------------------------------------------------- | -------------------------------------------------- | -------------------------------------------------- | -------------------------------------------------- | -------------------------------------------------- | -------------------------------------------------- |
| Einwohner                                          |                                                    |                                                    |                                                    | 81                                                 | 155                                                | 212                                                | 221                                                | 187                                                | 289                                                | 246                                                |
| Jahr                                               | 1900                                               | 1910                                               | 1920                                               | 1930                                               | 1940                                               | 1950                                               | 1960                                               | 1970                                               | 1980                                               | 1990                                               |
| Einwohner                                          | 248                                                | 213                                                | 204                                                | 199                                                | 188                                                | 199                                                | 167                                                | 188                                                | 262                                                | 289                                                |
| Jahr                                               | 2000                                               | 2010                                               | 2020                                               | 2030                                               | 2040                                               | 2050                                               | 2060                                               | 2070                                               | 2080                                               | 2090                                               |
| Einwohner                                          | 370                                                | 423                                                | 424                                                |                                                    |                                                    |                                                    |                                                    |                                                    |                                                    |                                                    |

## Kultur und Sehenswürdigkeiten

### Bauwerke
In Eastbrook wurde das Eastbrook Baptist Church and Eastbrook Town House unter Denkmalschutz gestellt und 1978 mit der Register-Nr. 78000163 ins National Register of Historic Places aufgenommen.

## Wirtschaft und Infrastruktur

### Verkehr
Die Maine State Route 200 verläuft in nordsüdlicher Richtung durch die südwestliche Ecke von Eastbrook.

### Öffentliche Einrichtungen
Eastbrook besitzt keine eigenen medizinischen Einrichtungen oder Krankenhäuser. Die nächstgelegenen befinden sich in Ellsworth.
Es gibt keine Bücherei in Eastbrook, die nächste befindet sich in Ellsworth.

### Bildung
Eastbrook gehört mit Franklin, Gouldsboro, Prospect Harbor, Sorrento, Steuben, Sullivan, Sumner und Winter Harbor zum RSU 24.
Im Schulbezirk werden folgende Schulen angeboten:
- Cave Hill School in Eastbrook mit Schulklassen von Pre-Kindergarten bis zum 5. Schuljahr.
- Ella Lewis School in Steuben mit Schulklassen von Pre-Kindergarten bis zum 6. Schuljahr.
- Mountain View School in Sullivan mit Schulklassen von Pre-Kindergarten bis zum 5. Schuljahr.
- Peninsula School in Prospect Harbor mit Schulklassen von Pre-Kindergarten bis zum 5. Schuljahr.
- Sumner Memorial High School in Sullivan